# José Pedro Damiani
José Pedro Damiani, (Montevideo, 10 de octubre de 1921 - Ib., 25 de agosto de 2007) fue un contador, político y dirigente deportivo uruguayo y presidente del Club Atlético Peñarol.

## Biografía
Uno de los tres presidentes más destacados de la institución junto a Gastón Güelfi y Washington Cataldi. Una de sus principales virtudes es su austeridad económica para levantar al club de su pésima situación financiera, haciendo gala de su título de contador público. Como decía Cataldí: "...llamen a Damiani que se prende fuego...."
Fue delegado olímpico uruguayo en varias oportunidades.
Presidió el club en dos etapas distintas:

### De 1987 a 1989
Toma la conducción tras un acuerdo con Washington Cataldi, y con el plantel campeón uruguayo de 1986 (con una gran base de juveniles), a los meses de asumir [1987] logra obtener la quinta Copa Libertadores de América en una final electrizante ante el América de Cali en Santiago de Chile.
En 1989 deja la conducción de Peñarol tras no respetar el acuerdo con Cataldi que lo llevó al cargo, siendo Cataldi quién finalmente ganará las únicas elecciones que un Presidente en ejercicio perdiera en la vida institucional del club.

### De 1993 a 2005
En este período logra obtener el segundo quinquenio (1993 - 1994 - 1995 - 1996 - 1997) formando un plantel maduro, con varias figuras que estaban de regreso desde Europa y eran representadas por Francisco Casal y alguna consolidación de juveniles representados por este,.
Luego vuelve a salir campeón uruguayo en 1999 y 2003.

### Renuncia
José Pedro Damiani presenta su renuncia a la presidencia del Club Atlético Peñarol el 24 de julio de 2006. Vuelve al puesto pocas semanas después tras ser convencido por sus colegas de la Comisión Directiva y la Junta de Socios del Club.

## Actividad política
Adherente a la Unión Colorada y Batllista, sector del Partido Colorado liderado por el expresidente Jorge Pacheco Areco, en las elecciones de 1984 fue candidato a la Intendencia Municipal de Montevideo. Entre 1985 y 1995 fue miembro del Directorio del Banco de la República Oriental del Uruguay (BROU) y vicepresidente del organismo hasta 1990.

## Vida privada
Su esposa fue Gladys Sobrero, con quien tuvo cinco hijos: Verónica, Magela, Patricia, Gabriela y Juan Pedro Damiani.
Falleció el 25 de agosto de 2007 a los 85 años. Sus restos descansan en el Cementerio del Buceo en Montevideo.